# خوزه کایخون
خوزه ماریا کایخون بوئنو (به اسپانیایی: José María Callejón Bueno) بازیکن فوتبال اهل اسپانیا است. که برای باشگاه فوتبال ماربیا بازی می‌کند.
او ابتدا در تیم پایهٔ رئال مادرید بازی می‌کرد سپس در سال ۲۰۰۸ به تیم بزرگسالان اسپانیول رفت. بازی خوب او در این تیم باعث شد که سران باشگاه رئال مادرید برای به خدمت گرفتن او مشتاق شوند تا بالاخره در ۲۳ مهٔ ۲۰۱۱ به رئال بازگشت. بعد از سه سال حضور در این تیم با ۱۰ میلیون یورو به ناپولی پیوست. کایخون پس از پیوستن به تیم ناپولی پیشرفت فوق‌العاده‌ای داشته و به عنوان دومین بازیکن برتر در تیمش در فصل ۲۰۱۴–۲۰۱۵ انتخاب شد. همچنین در سال ۲۰۱۴ از سوی نشریه معتبر کیکر در بین پنج مهاجم برتر سال قرار گرفت.
رئال مادرید:
لالیگا: (1)
جام حذفی: (1)
سوپرجام: (1)
ناپولی:
جام حذفی : (1)
سوپرجام : (1)